# 이가미역
이가미역(일본어: 伊上駅)은 일본 야마구치현 나가토시에 위치한 서일본 여객철도 산인 본선의 철도역이다. 단선 승강장 1면 1선의 구조를 갖춘 지상역이다.

## 이용 현황
| 승차 인원 추이 | 승차 인원 추이 |
| 연도           | 1일 평균       |
| -------------- | -------------- |
| 1999           | 39             |
| 2000           | 32             |
| 2001           | 38             |
| 2002           | 37             |
| 2003           | 37             |
| 2004           | 36             |
| 2005           | 36             |
| 2006           | 33             |
| 2007           | 29             |
| 2008           | 25             |
| 2009           | 25             |
| 2010           | 24             |
| 2011           | 22             |
| 2012           | 19             |

## 역 주변
- 유야 만
- 국도 제191호선

## 역사
- 1930년 12월 7일 : 국유철도 미네 선의 나가토후루이치 역 - 아가와 역 간 연신 때에 개업. 여객 · 화물 취급을 개시.
- 1933년 2월 24일 : 이 역을 포함한 미네 선의 일부 구간이 산인 본선에 편입되어, 산인 본선 소속역으로 한다.
- 1961년 8월 1일 : 화물 취급을 폐지.
- 1987년 4월 1일 : 일본국유철도 분할 민영화에 의해, 서일본 여객철도가 승계.

## 인접 역
| 서일본 여객철도 산인 본선 | 서일본 여객철도 산인 본선 | 서일본 여객철도 산인 본선 |
| ------------------------- | ------------------------- | ------------------------- |
| 히토마루 마스다 방면      | ■ 산인 본선               | 나가토아와노 하타부 방면  |